# American Institute of Mathematics
El American Institute of Mathematics (AIM) fue fundado en 1994 por John Fry, y se encuentra en Palo Alto, California. Aunque comenzó siendo financiado por Fry, en 2002 el AIM se convirtió en uno de los siete institutos de matemáticas financiados por la NSF.
Desde 1997 su director es Brian Conrey, con Helen Moore y David Farmer como codirectores. 
El Instituto se fundó con el objetivo de identificar y resolver problemas matemáticos de gran magnitud. Al principio se reunía a grupos muy pequeños de matemáticos de alto nivel para atacar un problema dado, por ejemplo la conjetura de Birch y Swinnerton-Dyer. Hoy en día el Instituto también tiene un amplio programa de talleres de duración semanal sobre temas actuales de la investigación matemática, en los que se usa mucho el debate interactivo para la resolución de problemas. 
El AIM concede anualmente una beca de cinco años a un "doctor (PhD) que destaque en la investigación de un área de las matemáticas puras". En 2006 la beca consiste en una pensión de 4.000 $ mensuales durante 60 meses. El AIM también patrocina competiciones matemáticas locales y un congreso anual de mujeres matemáticas.

## Investigación patrocinada
El American Institute of Mathematics ha patrocinado investigación fundamental sobre problemas de alto nivel en varias áreas de las matemáticas. Entre ellas:

### Combinatoria
- El teorema fuerte de los grafos perfectos: demostrado en 2003 por Maria Chudnovsky, Neil Robertson, Paul Seymour y Robin Thomas
- La conjetura de Hadwiger: investigación realizada por Neil Robertson y Paul Seymour.